# Xã Maine, Quận Cook, Illinois
Xã Maine (tiếng Anh: Maine Township) là một xã thuộc quận Cook, tiểu bang Illinois, Hoa Kỳ. Năm 2010, dân số của xã này là 135.772 người.